# 臺院
臺院是指唐朝御史台辦公的場所。
唐宋兩朝，御史臺所屬機構有臺院、殿院和察院鼎三而立，分別由侍御史、殿中侍御史和監察御史任職。臺院內的幕僚稱侍御史，负责纠弹中央百官，時人又稱為「端公」，面對長官則自稱「某姓侍御」。